# Khvarxi
El khwarxi és una llengua del Caucas, parlada pel pobles dels khvarxis als districtes de Tsumadinski, Kiziliurtovsky i Khasaviurtovski al Daguestan. Es creu que el parlen unes 8500 persones, però al cens de Rússia hi figuren només 1.872 ètnics khvarxis, però molts es registren com àvars. És una llengua que juntament al bejeta, el dido, el ginukh i el khunzal forma la divisió dido del grup avar-andi-dido de llengües ibero-caucasianes del nord-est.
La llengua té sis dialectes: 
- Khvarxi de l'Alt Inkhokwari
- Khvarxi del Baix Inkhokwari
- Khvarxi de Kwantlada
- Khvarxi de Santlada
- Khvarxi de Khwayni
- Khvarxi propi